# К'ю Ялінс
К'ю Ялінс (нід. Kew Jaliens, нід. вимова: [ˈkju jɐ.ˈlins], нар. 15 вересня 1978, Роттердам) — нідерландський футболіст суринамського походження, що грав на позиції захисника.
Виступав за національну збірну Нідерландів.

## Клубна кар'єра
Займався футболом у місцевих клубах Sagu Boys, Capelle та DCV.  У дорослому футболі дебютував 1996 року виступами за команду «Спарта», у віці 18-ти років. З наступного сезону Ялінс став твердим гравцем основи, зігравши у двох наступних сезонах 64 матчі.
У 1999 році Кью перейшов в «Віллем II». У «Віллемі» Ялінс зміг остаточно розкритися і стати одним з ключових захисників клубу, провівши за 5 сезонів 147 матчів і забив 4 м'ячі. 
У 2009 році Ялінс і його одноклубник Йоріс Матійсен перейшли в АЗ, яким у той час керував Ко Адріансе, що тренував раніше «Віллем» і добре пам'ятав обох гравців. Саме Ялінс з Матійсеном, а також Тім де Клер, що примкнув до них, становили оборону «АЗ» в період з 2004 по 2006 рік, коли клуб з Алкмара ставав срібним і бронзовим призером чемпіонату Нідерландів. Після цього з цієї трійки в АЗ залишився тільки Кью, який у сезоні 2008/09 виграв золото нідерландського чемпіонату, а трохи пізніше став володарем Суперкубка Нідерландів.
26 січня 2011 року гравець підписав контракт з польським клубом «Вісла» (Краків) строком на 2,5 року та вже в дебютному сезоні став чемпіоном Польщі. Перший гол за «Віслу» в найвищій лізі забив у наступному сезоні 3 березня 2012 року в матчі проти «Лехії» (Гданськ) (2:0).
15 серпня 2013 року перейшов до клубу А-Ліги «Ньюкасл Юнайтед Джетс». 4 серпня 2014 року Ялінс був призначений капітаном клубу на майбутній сезон 2014/15, проте ще протягом нього покинув клуб через конфлікт з власником клубу Натаном Тінклером.
Завершив ігрову кар'єру у клубі «Мельбурн Сіті», де виступав до кінця сезону 2014/15 років.

## Виступи за збірну
1 березня 2006 року дебютував в офіційних іграх у складі національної збірної Нідерландів в матчі проти збірної Еквадору. У тому ж році, після успіхів його клубу, Ялінс був викликаний Марко ван Бастеном на чемпіонаті світу 2006 року у Німеччині, де зіграв у матчі проти Аргентини. 
Всього протягом кар'єри у національній команді, яка тривала усього 2 роки, провів у формі головної команди країни 10 матчів.
У 2008 році Ялінс у складі олімпійської збірної Нідерландів взяв участь у пекінській Олімпіаді, де зіграв у всіх трьох матчах на груповому етапі проти Сполучених Штатів , Японії та Нігерії, проте у програній грі чвертьфіналу проти аргентинців зіграти не зміг через перебір жовтих карток.
| Дата       | Місто              | Господарі  | Результат | Гості      | Турнір                  | Голи | Примітки |
| ---------- | ------------------ | ---------- | --------- | ---------- | ----------------------- | ---- | -------- |
| 01-03-2006 | Амстердам          | Нідерланди | 1 – 0     | Еквадор    | товариський матч        | -    |          |
| 21-06-2006 | Франкфурт-на-Майні | Аргентина  | 0 – 0     | Нідерланди | ЧС 2006 - Fase a gruppi | -    |          |
| 16-08-2006 | Дублін             | Ірландія   | 0 – 4     | Нідерланди | товариський матч        | -    | 77'      |
| 15-11-2006 | Амстердам          | Нідерланди | 1 – 1     | Англія     | товариський матч        | -    | 61'      |
| 07-02-2007 | Амстердам          | Нідерланди | 4 – 1     | Росія      | товариський матч        | -    |          |
| 24-03-2007 | Роттердам          | Нідерланди | 0 – 0     | Румунія    | Відбір до ЧЄ 2008       | -    | 68'      |
| 06-06-2007 | Бангкок            | Таїланд    | 1 – 3     | Нідерланди | товариський матч        | -    | 46'      |
| 22-08-2007 | Женева             | Швейцарія  | 2 – 1     | Нідерланди | товариський матч        | -    | 46'      |
| 13-10-2007 | Констанца          | Румунія    | 1 – 0     | Нідерланди | Відбір до ЧЄ 2008       | -    | 68'      |
| 17-10-2007 | Ейндгофен          | Нідерланди | 2 – 0     | Словенія   | Відбір до ЧЄ 2008       | -    |          |
| Усього     |                    | Матчів     | 10        |            | Голів                   | 0    |          |

## Досягнення
- Чемпіон Нідерландів:

АЗ: 2008/09
- Володар Суперкубка Нідерландів:

АЗ: 2009
- Чемпіон Польщі:

«Вісла» (Краків): 2010/11

## Особисте життя
Його дядько, Кеннет Джаліенс, тренер (2006–2008, 2011–2012) та технічний директор (2008–2009) збірної Суринаму.